# Neotelmatoscopus canlaonis
Neotelmatoscopus canlaonis är en tvåvingeart som först beskrevs av Quate 1965.  Neotelmatoscopus canlaonis ingår i släktet Neotelmatoscopus och familjen fjärilsmyggor.
Artens utbredningsområde är Filippinerna. Inga underarter finns listade i Catalogue of Life.